# Landsvägstjärnarna (Sorsele socken, Lappland, 727418-157797)
Landsvägstjärnarna är en sjö i Sorsele kommun i Lappland och ingår i Umeälvens huvudavrinningsområde. Landsvägstjärnarna ligger i Vindelälven Natura 2000-område.